# ワイト島蒸気鉄道

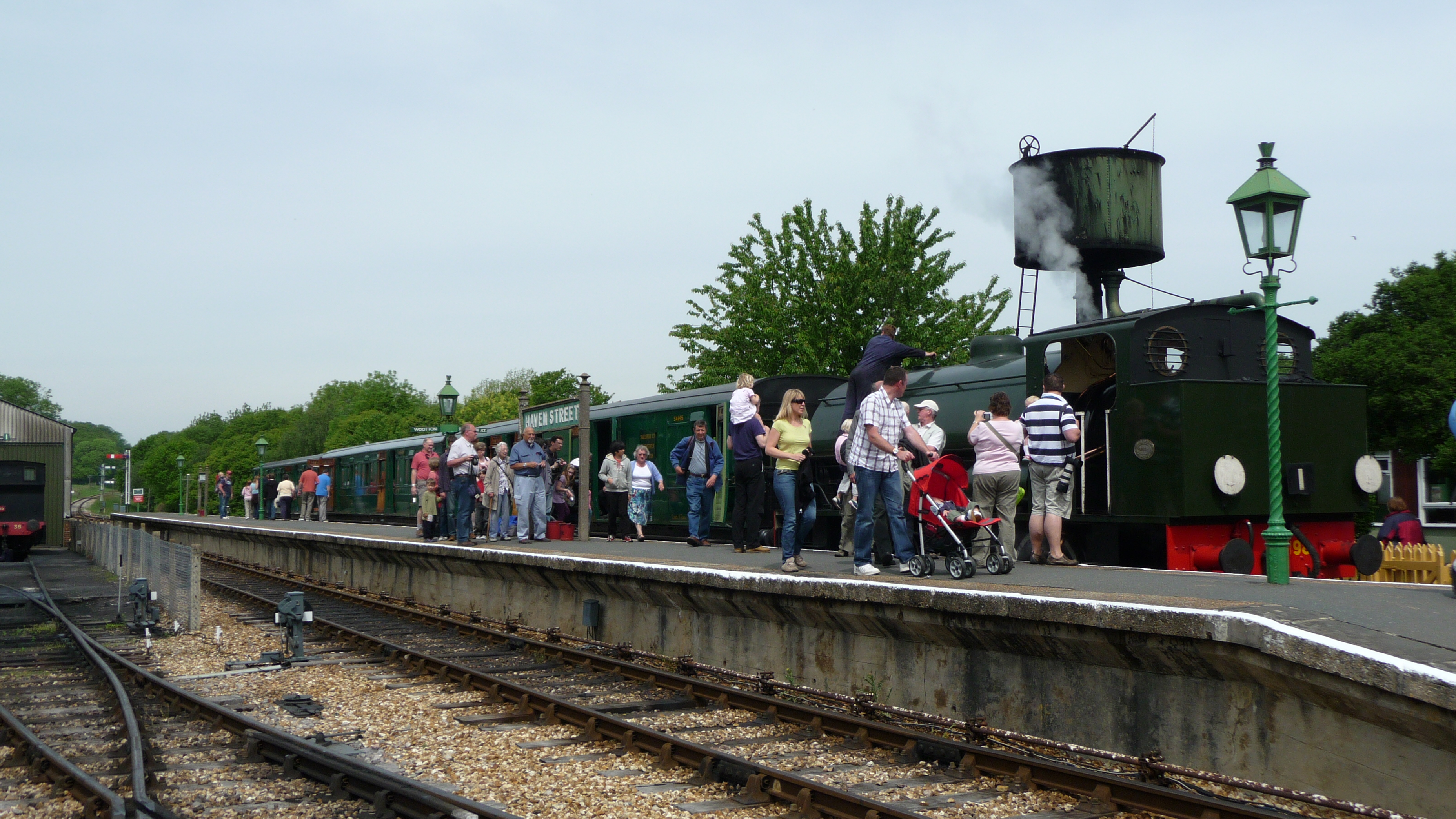
へヴェンストリート駅

ワイト島蒸気鉄道（ワイトとうじょうきてつどう、Isle of Wight Steam Railway）は、イングランド南部のワイト島にある鉄道。スモールブルックジャンクションからウートン駅までの9kmの田園地帯を結んでいる。

## 運行形態
ワイト島鉄道株式会社が所有しているものの、主にボランティアによって運営されている。 運行日は6月から9月のほとんどの日と、4月、5月、10月の一部の日と祝日のみ。 
観光客に人気があり、鉄道カフェに人々が集まる。 

## 車両
主に蒸気機関車が使われているが、ディーゼル機関車も存在する。
最も古い車両は1864年製である。